# I Nicotera
I Nicotera è uno sceneggiato televisivo in cinque puntate, prodotto dalla Rai e trasmesso sul Programma Nazionale nel 1972, diretto dal regista Salvatore Nocita.

## Trama
Lo sceneggiato narra la vicenda di una famiglia siciliana emigrata al nord, nella periferia di Milano (le riprese vennero effettuate tra Milano, Cologno Monzese e Rozzano). Capostipite della famiglia è Salvatore Nicotera (Turi Ferro), operaio specializzato, sposato con Cettina (Nella Bartoli). I figli soffrono l'alienazione del lavoro in fabbrica come Gianni (Bruno Cirino), vivono forti contraddizioni sociali come lo studente Luciano (Gabriele Lavia), fuggono di casa come Anna (Micaela Esdra) o si fanno ammaliare da suggestioni facili come la commessa Patrizia (Francesca De Seta).
Completano il cast Daria Nicolodi, Claudio Gora, Adriana Asti, Nicoletta Rizzi, Antonio Casagrande, Claudio Cassinelli, Giampiero Albertini. La sceneggiatura è di Salvatore Nocita e Arnaldo Bagnasco, fotografia di Dante Spinotti.